# Dux Raetiae primae et secundae
El dux provinciae Raetiae primae et secundae o, simplemente, dux Raetiae fue un cargo militar usado en el Imperio romano de Occidente en los siglos IV y V. Designaba a la persona que comandaba las fuerzas limitanei situadas en las provincias de Recia Primera y Recia Segunda, al norte de la diócesis de Italia Anonaria en el tramo fronterizo del alto Danubio.

## Descripción y funciones
El cargo se creó en el siglo IV a consecuencia de la reorganización estratégica del ejército emprendida por Constantino I mediante la que se dividió el ejército en dos grandes bloques: una parte estacionada de manera permanente en las fronteras cuyas unidades —los limitanei— eran comandadas por duces y otra de carácter móvil  —los comitatenses—que apoyaban a los primeros en caso de invasión o se enfrentaba a los invasores si estos conseguían rebasar las fronteras y penetrar en el imperio.
El área fronteriza al cargo del dux Raetiae era un tramo del alto Danubio que iba desde los límites provinciales de Maxima Sequanorum hasta la desembocadura de su afluente el río Eno. Incluía, también, áreas interiores en ambas provincias de Recia.
Durante el siglo IV defendieron la frontera contra incursiones de los alamanes quienes aprovechaban cualquier momento favorable (guerras civiles o ataques en otros lugares de la frontera) para atacar. A inicios del V se vieron desbordados por los vándalos silingos y los alanos en una invasión que obligó a Estilicón a desplazarse con los comitatenses de Italia para rechazarla. Avanzado ese siglo, en el 430, los jutungos saquearon la provincia y solo la intervención de Aecio permitió expulsarlos. Esta fue la última noticia que se tiene sobre la presencia de tropas en Recia Secunda y durante las décadas siguientes, la frontera danubiana quedó tan debilitada que los alamanes finalmente la rebasaron y ocuparon el territorio imperial al sur del río hasta los Alpes.

## Estado Mayor
Contaba con un officium o Estado Mayor que coordinaba la estrategia y asumía el control administrativo y burocrático de las tropas. Estaba formado por los siguientes cargos:
- Un principe, máximo responsable del officium y de la ejecución de las órdenes del comes.
- Dos numerarium que administraban las finanzas y se encargaban de los suministros y la paga a los soldados.
- Un commentariense, encargados de los registros y de la justicia criminal.
- Varios adiutores encargado de las cuestiones jurídicas civiles y que eran asistido por ayudantes (subadiuvae).
- Un Regerendari encargado del transporte y comunicaciones entre las unidades militares.
- Varios Exceptores que se aseguraban de que las órdenes del Estado Mayor eran entendidas y cumplidas por las unidades.
- Varios Singulares et reliquii officiales quienes eran el resto del personal que trabajaba en el Estado Mayor.

## Tropas a su mando

Provincias de la diócesis de Italia Anonaria. El dux Raetiae estaba al mando de las tropas estacionadas en las fronterizas
Recia Primera y
Recia Segunda

En el momento de redactarse la Notitia dignitatum el grupo de tropas a su cargo se componía de 21 unidades de infantería, caballería y naval:
a) Situadas en los límites con Maxima Sequanorum y el río Iller hasta su unión con el Danubio en Ulm:
- Numerus Barcariorum estacionada en Constantia (Constanza) a la orilla del lago homónimo.
- Cohorte Herculea Pannoniae estacionados en Arbor Felix (Arbon).
- Numerus Barcariorum estacionada en Brigantium (Bregenz) a la orilla del lago homónimo.
- Ala II Valeria Sequanorum estacionados en Vemania (junto a Isny im Allgäu) entre el lago Constanza y el río Iller.
- Legio III Italicae estacionados en Cambodunum (Kempten) a la orilla del Iller.

b) Situadas entre las uniones de los ríos Iller y Eno con el Danubio:
- Cohorte III Herculea Pannoniae estacionados en Caelius Mons (Kellmünz).
- Equites stablesiani iuniores estacionados en Piniana (Ulm).
- Milites Ursarienses estacionados en Guntia (Günzburg).
- Cohorte V Valeria Phrygum estacionados en Febiana (Faimingen - Lauingen).
- Equites stablesiani iuniores estacionados en Summuntorium (Burghöfe - Mertingen).
- Cohorte I Herculea Raetorum estacionados en Parrodunum (Burgheim).
- Cohorte VI Valeria Raetorum estacionados en Venaxamodurum (Neuburg).
- Ala II Valeria singularis estacionados en Vallatum (Manching).
- Cohorte III Brittorum estacionados en Abusina (Eining – Neustadt an der Donau).
- Legio III Italica estacionados en Castra Regina (Regensburg).
- Ala I Flavia Raetorum estacionados en Quintana (Künzing).
- Cohorte Nova Batavorum estacionados en Batava (Passau).

b) Situadas en el interior de las provincias de Recia:
- Legio III Italica estacionados en Foetes (Füssen).
- Equites stablesiani seniores estacionados en Augusta Vindelicum (Augsburg).
- Gens per Raetias deputata estacionados en Teriola (Zirl).
- Equites stablesiani iuniores estacionados en Pons Aeni (Pfaffenhofen).